# Lesebücher für unsere Zeit
Lesebücher für unsere Zeit war eine Belletristik-Buchreihe, die ab Anfang der 1950er Jahre zunächst im Thüringer Volksverlag, später im Aufbau Verlag erschien. Die Reihe wurde von Walther Victor begründet und danach von diesem herausgegeben. Als Lesebücher für unsere Zeit erschienen überwiegend Sammelbände, für die eine Auswahl von Werken eines Autors zusammengestellt wurde. Vereinzelt erschienen aber auch thematische Bände mit Werken verschiedener Autoren, die über einen gemeinsamen, meist geschichtlichen oder Entstehungs-Kontext miteinander in Beziehung standen.
Titelgebend für die einzelnen Bände war meist der Nachname des Autors, mitunter wurden aber auch Autoren-Vornamen oder der verbindende Kontext verwendet. Eine Nummerierung innerhalb der Reihe gab es nicht. Die Lesebücher für unsere Zeit erschienen von etwa 1950 bis 1994, viele der Bände erlebten zum Teil umfangreiche Nachauflagen oder wurden in veränderter Form neu herausgegeben. Ein Band kostete im DDR-Buchhandel von Beginn an bis zur Währungsunion 6,50 Mark, danach stiegen die Preis bis auf etwa 25,- D-Mark.
Der erste im Online-Katalog der Deutschen Nationalbibliothek verzeichnete Band ist Heine, erschienen 1950. Der Band wurde, wie auch die anderen frühen Bände, vom Begründer der Reihe Walther Victor zusammengestellt. In den frühen Jahren war, wie bei dem Tucholsky-Band, der 1952 in zwei Ausgaben an den beiden damaligen Sitzen des Verlages in Erfurt und Weimar erschien, den Bänden auf der Schmutztitelseite statt des Titels ein Zitat von A. A. Schdanow beigegeben, das als eine Art Sinnspruch für die Reihe verstanden werden kann: Die Bourgeoisie ließ das literarische Erbe zerflattern; wir sind verpflichtet, es sorgfältig zu sammeln, zu studieren und durch kritische Aneignung weiterzuentwickeln. (A. A. Shdanow auf dem I. Unionskongreß der Sowjetschriftsteller 1934). Als letzter im Online-Katalog der Deutschen Nationalbibliothek verzeichneter Band erschien 1994 Büchner im Aufbau Taschenbuchverlag (zuerst 1954 im Thüringer Volksverlag Weimar).

## In der Reihe erschienene Bücher (Auswahl)
| Titel                | Autor                      | Zusammenstellung                                             | Jahr der Erstausg. |
| -------------------- | -------------------------- | ------------------------------------------------------------ | ------------------ |
| Heine                | Heinrich Heine             | von Walther Victor                                           | 1950               |
| Goethe               | Johann Wolfgang von Goethe | von Walther Victor                                           | 1950               |
| Tucholsky            | Kurt Tucholsky             | von Walther Victor                                           | 1952               |
| Tolstoi              | Lew Tolstoi                | von Tilly Bergner und Marina Renner                          | 1952               |
| Herder               | Johann Gottfried Herder    | von Wilhelm Dobbek und Johannes Müller                       | 1952               |
| Die Achtundvierziger | verschiedene Autoren       | von Bruno Kaiser                                             | 1952               |
| Lessing              | Gotthold Ephraim Lessing   | von Walther Victor                                           | 1952               |
| Forster              | Georg Forster              | von Gerhard Steiner und Manfred Häckel                       | 1952               |
| Shakespeare          | William Shakespeare        | von Walther Victor                                           | 1953               |
| Schiller             | Friedrich Schiller         | von Paul Friedländer                                         | 1953               |
| Mickiewicz           | Adam Mickiewicz            | Redaktion: C. u. H. Rymarowicz                               | 1953               |
| Kleist               | Heinrich von Kleist        | von Walther Victor                                           | 1953               |
| Keller               | Gottfried Keller           | von Lothar Berthold und Gerhard Weise                        | 1953               |
| Gorki                | Maxim Gorki                | von Helmut Müller-Muck unter Mitarbeit von Marianne Girod    | 1953               |
| Diderot              | Denis Diderot              | von Alfred Antkowiak und Lothar Berthold                     | 1953               |
| Bettina              | Bettina von Arnim          | Von Lore Mallachow und Gertrud Meyer-Hepner                  | 1953               |
| Belinski             | Wissarion Belinski         | Von Gerhard Ziegengeist                                      | 1953               |
| 1813                 | verschiedene Autoren       | von Gerhard Steiner und Manfred Häckel                       | 1953               |
| Saltykow-Stschedrin  | Saltykow-Stschedrin        | von Müller, Erich/Traute und Günther Stein                   | 1953               |
| Tschechow            | Anton Tschechow            | von Gudrun Düwel und Wolf Düwel                              | 1954               |
| Swift                | Jonathan Swift             | on Heinz Mohr u. Karl Schnog                                 | 1954               |
| Sturm und Drang      | verschiedene Autoren       | von Klaus Herrmann und Joachim Müller                        | 1954               |
| Puschkin             | Alexander Puschkin         | von Marianne Schmidt, Konrad Schmidt und Gerhard Ziegengeist | 1954               |
| Hölderlin            | Friedrich Hölderlin        | von Tilly Bergner u. Rudolf Leonhard                         | 1954               |
| Gogol                | Nikolai Gogol              | von Kurt Liebmann                                            | 1954               |
| Seume                | Johann Gottfried Seume     | von Peter Goldammer u. Heinz Pietzsch                        | 1954               |
| Büchner              | Georg Büchner              | von A. M. Uhlmann                                            | 1954               |
| Petőfi               | Petőfi                     | von Gerhard Steiner                                          | 1955               |